# Tecticeps pugettensis
Tecticeps pugettensis is een pissebed uit de familie Tecticipitidae. De wetenschappelijke naam van de soort is voor het eerst geldig gepubliceerd in 1947 door Melville Harrison Hatch.